# Dassault Mystère II
Dassault MD.452 Mystère byl francouzský stíhací letoun vyvinutý v 50. letech firmou Avions Marcel Dassault jako náhrada typu Dassault Ouragan. V době svého vzniku na počátku 50. let, se jednalo o moderní letoun, ale zdržení ve vývoji vedlo k tomu, že byl u stíhacích jednotek používán jen několik let a poté byl převeden k výcviku. Letoun neměl zahraniční uživatele a nikdy nebyl operačně nasazen.

## Vývoj
Po úspěchu typu M.D.450 Ouragan začal konstruktér Marcel Dassault pracovat na modernějším typu, označeném MD.452 Mystère I. První prototyp letounu Mystère byl de facto Ouragan vybavený křídlem o šípu 30° a upravenými ocasními plochami. Poté byly postaveny další dva prototypy, vybavené motorem Rolls-Royce Tay 250 (motor koncepcí obdobný s typem Rolls-Royce Nene, tj. s radiálním kompresorem, ovšem výrazně výkonnější; stejně jako Nene se ani Tay v Británii nedočkal většího rozšíření, či vůbec použití v žádném letounu, sériově vyráběném pro RAF) o tahu 28 kN.
Po těchto třech prototypech byly postaveny dva prototypy Mystère IIA  s motorem Rolls-Royce Tay a výzbrojí čtyř 20mm kanónů Hispano a další čtyři prototypy verze Mystère IIB, u kterých byly použity dva 30 mm revolverové kanóny DEFA. Prototyp Mystère IIA byl první francouzský letoun, který dosáhl rychlosti 1 Machu. Stalo se tak 28. října 1951 ve střemhlavém letu.
Další variantou bylo 11 předsériových letounů verze Mystère IIC, u kterých bylo hlavní změnou použití nového motoru SNECMA Atar 101C o tahu 24,5 kN. U dvou kusů byla pokusně instalována verze SNECMA Atar 101F s přídavným spalováním (37,3 kN).

## Služba

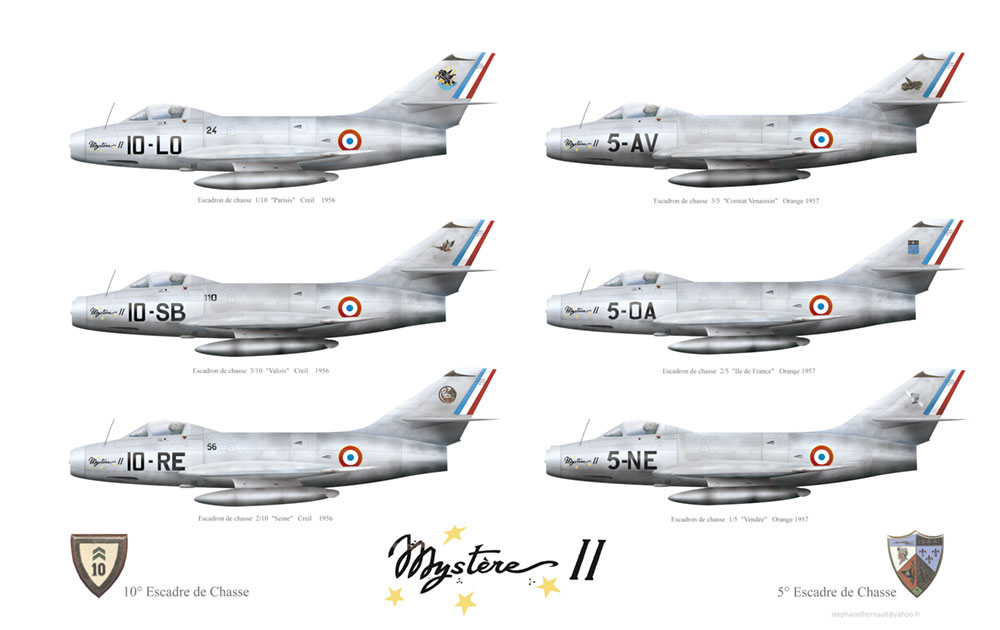
Dassault Mystère II 1956–1957

Francouzské letectvo objednalo 150 kusů verze Mystère IIC, přičemž první z nich vzlétl v červnu 1954 a dodán byl v říjnu 1954. Sériový letoun měl dva 30mm kanóny DEFA, motor SNECMA Atar 101D o tahu 29,4 kN, zvětšenou šípovitost ocasní plochy a upravené vstupy vzduchu a palivové nádrže.
V době dodání posledního kusu v roce 1957, už byly letouny Mystère přesouvány k pokročilému výcviku. Typ byl moderní v době svého vzniku na počátku 50. let, ale díky zdržení vývoje se stalo to, že v době jeho vstupu do služby už létal jeho výkonnější nástupce Dassault Mystère IVA. Ve výcviku typ zůstal až do roku 1963, kdy byl vyřazen.
Letoun neměl zahraniční uživatele a nikdy se nedostal do boje. Izrael měl zájem o 24 kusů, ale kvůli zdržení jeho vývoje zakoupil přímo modernější typ Dassault Mystère IV a do jeho dodání používal letouny Ouragan.

## Uživatelé
- Francie
  - Armée de l'air

## Specifikace (Mystère IIC)

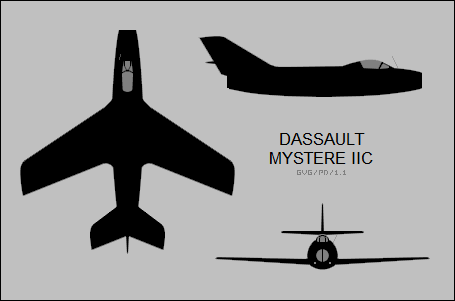
Dassault Mystere IIC

Informace čerpány z

### Hlavní technické údaje
- Posádka: 1 (pilot)
- Rozpětí: 13,1 m
- Délka: 11,7 m
- Výška: 4,26 m
- Nosná plocha: 30,3 m²
- Hmotnost prázdného letounu: 5225 kg
- Max. vzletová hmotnost: 7475 kg
- Nejvyšší rychlost: 1060 km/h
- Dostup: 15 250 m
- Stoupavost: 23 m/s
- Dolet: 885 km

### Pohonná jednotka
- 1 × proudový motor SNECMA Atar 101D
- Výkon motoru: 29,4 kN

### Výzbroj
- 2 × 30mm kanón DEFA, 150 nábojů na hlaveň